# 9.º distrito congresional de California
El 9.º distrito congresional es un distrito congresional que elige a un Representante para la Cámara de Representantes de los Estados Unidos por el estado de California. Según la Oficina del Censo, en 2011 el distrito tenía una población de 643 711 habitantes. Actualmente el distrito está representado por el demócrata Josh Harder.

## Geografía
El 9.º distrito congresional se encuentra ubicado en las coordenadas 38°00′39″N 121°18′26″O / 38.0108733, -121.3071466.

## Demografía
Según la Oficina del Censo de los Estados Unidos, en 2011 había 643 711 personas residiendo en el 9.º distrito congresional. De los 643 711 habitantes, el distrito estaba compuesto por 327 926 (50.9%) blancos; de esos, 304 047 (47.2%) eran blancos no latinos o hispanos. Además 132 280 (20.5%) eran afroamericanos o negros, 2 963 (0.5%) eran nativos de Alaska o amerindios, 116 161 (18%) eran asiáticos, 3 612 (0.6%) eran nativos de Hawái o isleños del Pacífico, 53 854 (8.4%) eran de otras razas y 30 794 (4.8%) pertenecían a dos o más razas. Del total de la población 140 759 (21.9%) eran hispanos o latinos de cualquier raza; 104 811 (16.3%) eran de ascendencia mexicana, 4 017 (0.6%) puertorriqueña y 1 070 (0.2%) cubana. Además del inglés, 2 993 (17.6%) personas mayor a cinco años de edad hablaban español perfectamente.
El número total de hogares en el distrito era de 252 321 y el 54.3% eran familias en la cual el 25.5 tenían menores de 18 años de edad viviendo con ellos. De todas las familias viviendo en el distrito, solamente el 35.6% eran matrimonios. Del total de hogares en el distrito, el 5.8 eran parejas que no estaban casadas, mientras que el 1.6% eran parejas del mismo sexo. El promedio de personas por hogar era de 2.48. 
En 2011 los ingresos medios por hogar en el distrito congresional eran de US$56 415, y los ingresos medios por familia eran de US$102 908. Los hogares que no formaban una familia tenían unos ingresos de US$111 988. El salario promedio de tiempo completo para los hombres era de US$55 640 frente a los US$51 485 para las mujeres. La renta per cápita para el distrito era de US$34 613. Alrededor del 14.1% de la población estaban por debajo del umbral de pobreza.